# اسلام در آلبانی
مسلمانان پس از سال ۱۹۲۹ بیشترین جمعیت کشور آلبانی را تشکیل می‌دهند.

## پیشینه
تغییر دین تا ۷۰ درصد جمعیت آلبانی به اسلام، یکی از میراث‌های حکومت عثمانی بود. پس از استقلال آلبانی از حکومت عثمانی، این کشور به صورت تنها دولت اسلامی در اروپا ظهور کرد.
توسعه اسلام در مناطق کوهستانی شمال این کشور با مخالفت شدید کاتولیکهای رومی مواجه شد. اما به تدریج مقاومت مسلمانان کاهش یافت تا جایی که در بعضی مواقع مجبور به تغییر دین خود شدند. در پایان قرن هفدهم کاتولیک‌ها همچنان از نظر تعداد در شمال آلبانی بر مسلمانان فزونی داشتند.
بر اساس قانون اساسی مصوب سال ۱۹۹۸ این کشور هیچ دینی، دین رسمی این کشور نیست و همه ادیان مساوی هستند. با این وجود تمامی مذاهب موجود در این کشور (مسلمانان سنی، بکتاشیه، مسیحیان ارتدکس و کاتولیک رومی) هر یک خواستار درجه بالاتری برای به رسمیت شناخته شدن از سوی دولت این کشور هستند.